# Marathasa
Marathasa (en griego: Μαραθάσα) es un fértil valle en las montañas de Troodos en la isla de Chipre. Toma su nombre de la planta de Marathos (en griego: Μάραθος), un tipo de hinojo que crece en la zona.
La zona es conocida por sus buenas cerezas. El valle está a unos 65 km de Limassol. Se encuentra al norte del monte Olimpo y se extiende en territorio administrativo tanto de Nicosia como del distrito de Limassol.
Se trata del valle habitado más alto la isla con un total de 12 pueblos, entre ellos Prodromos, Lemythou, Kalopanayiotis y Moutoullas. Allí se encuentran además los monasterios de Trooditissa y Kykkos.